# 向氏嘉味田殿内
向氏 嘉味田殿内（しょううじ かみだどぅんち）は、尚真王の四男尚龍徳・越来王子朝福（生没年不詳）を元祖とする琉球士族。第二尚氏の分家。代々越来間切、喜屋武間切などの按司地頭職を務める琉球王国の王族・大名家であったが、王国時代最後の当主、向椿の代で御殿から殿内に家格落ちし、士族となった。
一世尚真王の四男尚龍徳・越来王子朝福と二世までは越来間切を治める。代々喜屋武間切などの按司地頭を務めてきたが、王国末期に養子が続き御殿から殿内に家格落ちし、真和志間切真嘉比村の脇地頭となり、嘉味田殿内と呼ばれる。

## 系譜
- 一世・尚龍徳・越来王子朝福
- 二世・向恭安・越来按司朝村
- 三世・向成名・喜屋武按司朝重

　弟（次男）・向成章・屋良按司朝久（別有家譜）
- 四世・向良翰・喜屋武按司朝古（尚豊王三女を娶る）
- 五世・向殿柱・喜屋武按司朝里
- 六世・向兆鳳・小波津按司朝恒（尚貞王長女を娶る）

　弟（次男）・向兆麟・嵩嶋親雲上朝景（別有家譜）
- 七世・向棟・喜屋武按司朝寛

　兄（長男）・向鼎 ・翁長按司朝徳

　弟（三男）・向柱・長元親方（別有家譜） 
- 八世・向憲・喜屋武按司朝隆
- 九世・向銓・喜屋武按司朝教
- 十世・向弘業・喜屋武按司朝昌（分家十世、山村家より養子）
- 十一世・向椿・嘉味田親方朝愛（分家十世、山村家より養子、朝昌の従兄弟）
- 十二世・嘉味田朝珍

## 系統の歩み
成化年間、嘉靖年間越来間切総地頭職。その後250年近く喜屋武間切総地頭職を務める。
康煕31年（1692年、向殿柱41歳）王府に家譜を提出、「向」の氏名と「朝」の名乗り頭を賜る。（それまでは「袁」の氏名と「頼」の名乗り頭を用いていた。）
琉球国末期、十世向承基が19歳で早逝したため御殿の継承問題がもちあがった。分家十世朝昌を養子に迎え、朝昌は喜屋武按司を継承した。しかし朝昌にも子がなく、実甥の朝郁を養子に迎えた。朝郁も喜屋武按司となったが、6歳で夭逝したため、朝昌の実従兄弟朝愛が朝昌の跡目となった。朝愛は当初喜屋武按司を継いだが、養子が続いたため真和志間切真嘉比村の地頭職に転任（降格）となった。この時から嘉味田親方を名乗り、お家も御殿から殿内に降格となった。